# Jørgen Hartmann-Petersen
Jørgen Hartmann-Petersen (født 1. april 1920 i København, død 7. januar 2012 i Gentofte) var en dansk arkitekt, journalist og forfatter med pseudonymet Habakuk.
Han og hustruen etablerede i 1950 egen tegnestue, og de har formgivet flere præmierede skoler, institutioner, plejehjem og Jakobskirken i Roskilde.
I 1957 debuterede han med en oversættelse af John Crankos Cranks – en musical i 2 akter, der blev opført 25. januar 1957 på Mercur Teatret.
Han var layoutchef på Politiken og i 1957-1965 redaktør af avisens rubrik "At Tænke Sig". Han har været medforfatter til en række tv-revyer og tv-underholdningsserier som Huset på Christianshavn. Han har leveret mange præmierede manuskripter og tekster til kortfilm og videoproduktioner, og han har oversat en række musicals. 
Jørgen Hartmann-Petersen modtog Cavlingprisen i 1962.
Han blev kendt på radio sammen med sin bror Hemming Hartmann-Petersen med det vittige program Mellem brødre, der blev sendt fra 1969 til 1989.